# پرچم همبستگی کره
پرچم همبستگی کره یک پرچمی است که برای نشان دادن تمامی سرزمین یکپارچه کره زمانی که کره به دو قسمت شمالی و جنوبی به عنوان یک تیم در مسابقات ورزشی شرکت می‌کنند، طراحی شده‌است.
در المپیک زمستانی ۲۰۱۸، اولونونگدو و صخره‌های لیانکورت در پرچم قرار نگرفتند.

## تاریخچه استفاده‌ها

### ورزش
طرحی برای کره شمالی و جنوبی در نظر گرفته شده بود که به عنوان یک تیم در بازی‌های آسیایی ۱۹۹۰ به رقابت بپردازند، هرچند که چنین تلاش‌هایی محقق نشد. در آستانه مسابقات آسیایی ۱۹۹۰، پرچم کره متحد تصور شد که شامل شمایل شبه جزیره کره از جمله جزیره ججودو در یک زمین سفید ساده است.
این پرچم برای نخستین بار در سال ۱۹۹۱ زمانی که دو کشور به عنوان یک تیم واحد در چهل و یکمین دوره مسابقات جهانی تنیس روی میز در چیبا ژاپن و هشتمین دوره مسابقات قهرمانی فوتبال جوانان جهان در لیسبون، پرتغال شرکت کردند، مورد استفاده قرار گرفت.

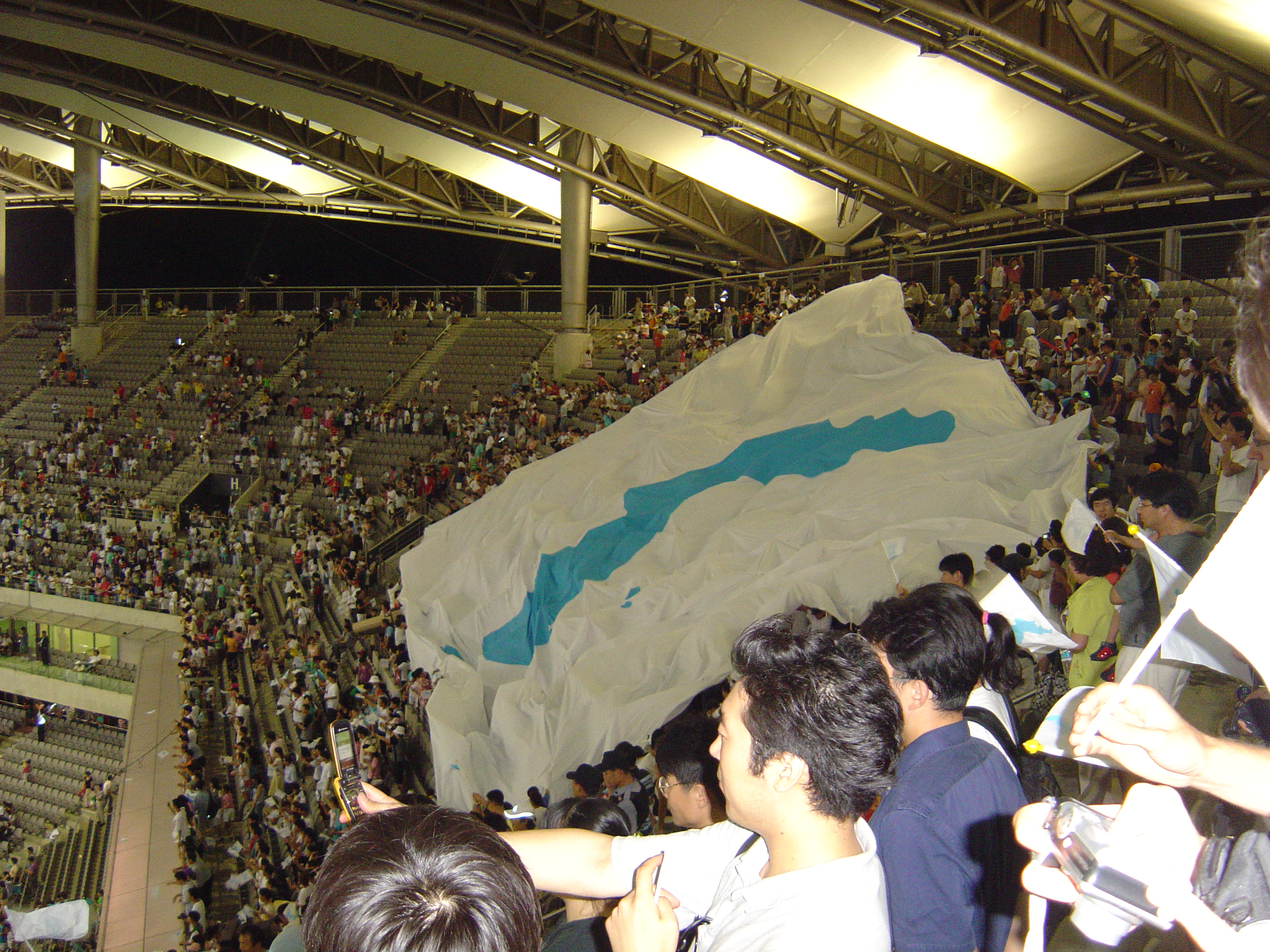
استفاده از پرچم در ورزشگاه جام جهانی سئول ۲۰۰۵

تیم‌های دو کشور در مراسم افتتاحیه بازی‌های المپیک تابستانی ۲۰۰۰ در سیدنی، استرالیا زیر پرچم با هم راهپیمایی کردند. بازی‌های آسیایی ۲۰۰۲ در بوسان، کره جنوبی؛ مسابقات دانشگاهی تابستانی ۲۰۰۳ در دئگو، کره جنوبی؛ بازی‌های المپیک تابستانی ۲۰۰۴ در آتن، یونان؛ المپیک زمستانی ۲۰۰۶ در تورین، ایتالیا؛ بازی‌های آسیایی ۲۰۰۶ در دوحه، قطر؛ و بازی‌های المپیک زمستانی ۲۰۱۸ در پیونگ‌چانگ، کره جنوبی. با این حال، دو کشور به‌طور جداگانه در مسابقات ورزشی به رقابت پرداختند.
این پرچم در بازی‌های المپیک تابستانی ۲۰۰۸ پکن، چین استفاده نشده‌است. نه تنها یک تیم واحد ترکیب بندی شد، بلکه برنامه کمیته برگزاری پکن برای بازیهای المپیک برای ورود دو تیم کره ای به‌طور متوالی در مراسم افتتاحیه به دلیل مخالفت هیئت کره شمالی در آخرین لحظه رد شد.
در بازی‌های المپیک زمستانی ۲۰۱۸ در شهرستان پیونگ چانگ کره جنوبی، دو کشور توافق کردند که در مراسم افتتاحیه با هم راهپیمایی کنند و همچنین در هاکی زنان با هم به رقابت بپردازند. کشورها تلاش کردند تا برای چیدمان مشابه پارالمپیک مذاکره کنند، اما مقامات کره شمالی با درخواست درج سنگ‌های لیانکورت بر روی پرچم مذاکرات را متوقف کردند.
| رویداد                                 | محل                         | جزیره ججودو | اولونونگدو | صخره‌های لیانکورت | منبع              |
| -------------------------------------- | --------------------------- | ----------- | ---------- | ---------------- | ----------------- |
| بازی‌های آسیایی ۱۹۹۰                    | پکن، چین                    |             |            |                  | [ ۶ ]             |
| مسابقات جهانی تنیس روی میز سال ۱۹۹۱    | چیبا، ژاپن                  |             |            |                  | [ ۶ ]             |
| مسابقات قهرمانی جوانان جهان ۱۹۹۱       | لیسبون، پرتغال              |             |            |                  | [ ۶ ]             |
| المپیک تابستانی ۲۰۰۰                   | سیدنی، استرالیا             |             |            |                  | [ نیازمند منبع ]  |
| بازی‌های آسیایی ۲۰۰۲                    | بوسان، کره جنوبی            |             |            |                  | [ ۶ ]             |
| بازی‌های زمستانی آسیا ۲۰۰۳              | آوموری، ژاپن                |             |            |                  | [ ۶ ]             |
| المپیک تابستانی ۲۰۰۴                   | آتن، یونان                  |             |            |                  | [ نیازمند منبع ]  |
| المپیک زمستانی ۲۰۰۶                    | تورین، ایتالیا              |             |            |                  | [ نیازمند منبع ]  |
| بازی‌های آسیایی ۲۰۰۶                    | دوحه، قطر                   |             |            |                  | [ نیازمند منبع ]  |
| بازی‌های المپیک زمستانی ۲۰۱۸            | پیونگ چانگ، کره جنوبی       |             |            |                  | [ ۶ ] [ ۷ ] [ ۸ ] |
| بازی‌های آسیایی ۲۰۱۸                    | جاکارتا و پالمبانگ، اندونزی |             |            |                  | [ ۹ ]             |
| بازی‌های پارا آسیایی ۲۰۱۸               | جاکارتا، اندونزی            |             |            |                  | [ ۱۰ ]            |
| مسابقات هندبال قهرمانی مردان جهان ۲۰۱۹ | آلمان و دانمارک             |             |            |                  | [ ۱۱ ]            |
| المپیک تابستانی ۲۰۲۰                   | توکیو، ژاپن                 |             |            |                  | [ نیازمند منبع ]  |

## نمادگرایی
به گفته محقق و کارشناس کره ای برایان رینولدز مایرز، کره جنوبی و کره شمالی این پرچم را در زمینه‌های مختلف استفاده می‌کنند. کره جنوبی این پرچم را نشان دهنده یک رابطه صلح آمیز و همزیستی با کره شمالی می‌داند، در حالی که کره شمالی استفاده از آن توسط کره جنوبی را نشان دهنده تمایل پیوستن کشورشان به کره شمالی می‌داند. مایرز می‌گوید، از این نظر، استفاده از پرچم کره جنوبی برای وضعیت کشورشان در مقابل کره شمالی زیانبارتر از استفاده کره شمالی از آن در مورد کره جنوبی است.